# Plaza del Libertador General San Martín (Morón)

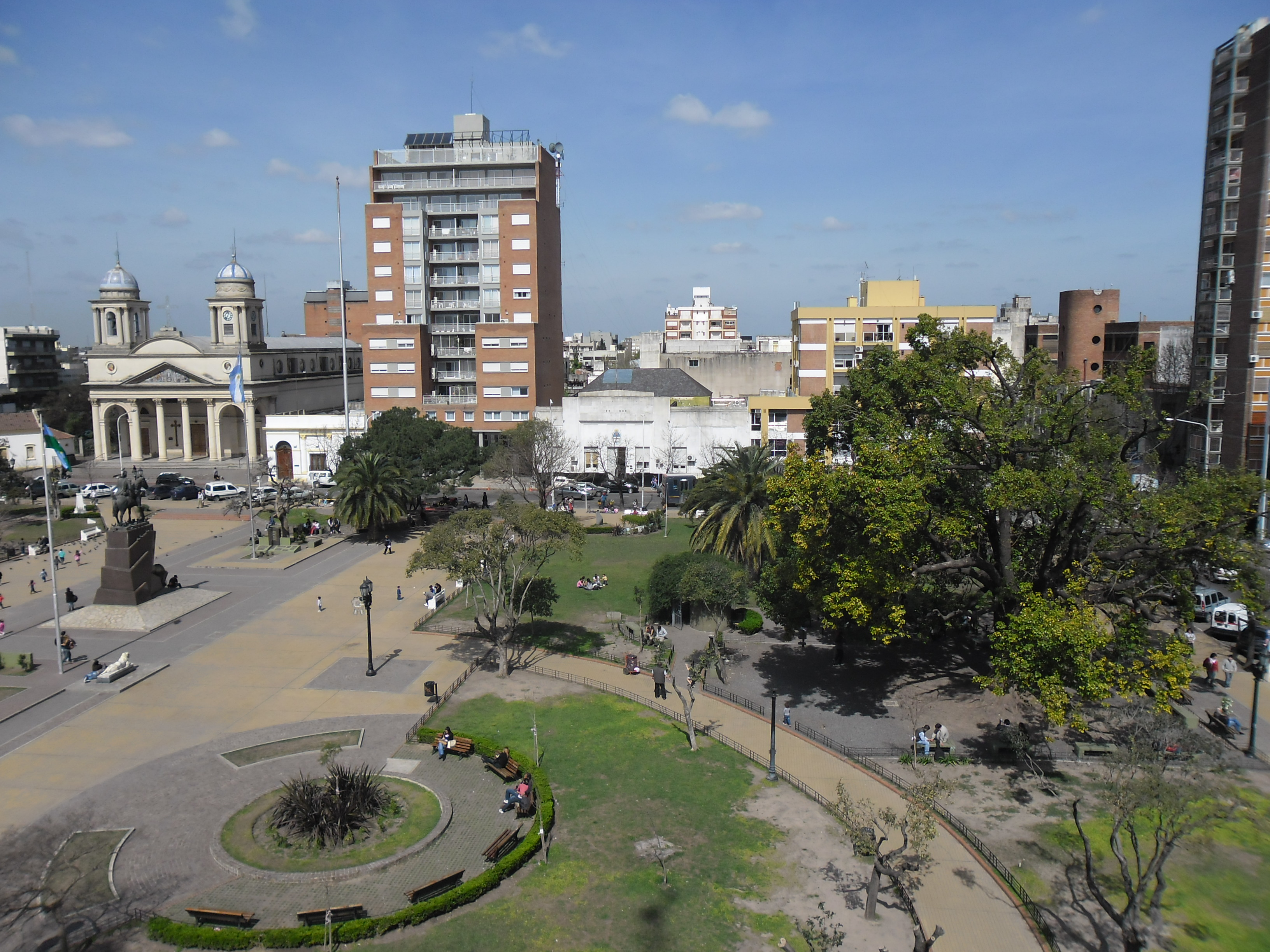
Vista de la Plaza del Libertador General San Martín con la Catedral de Morón en el fondo.

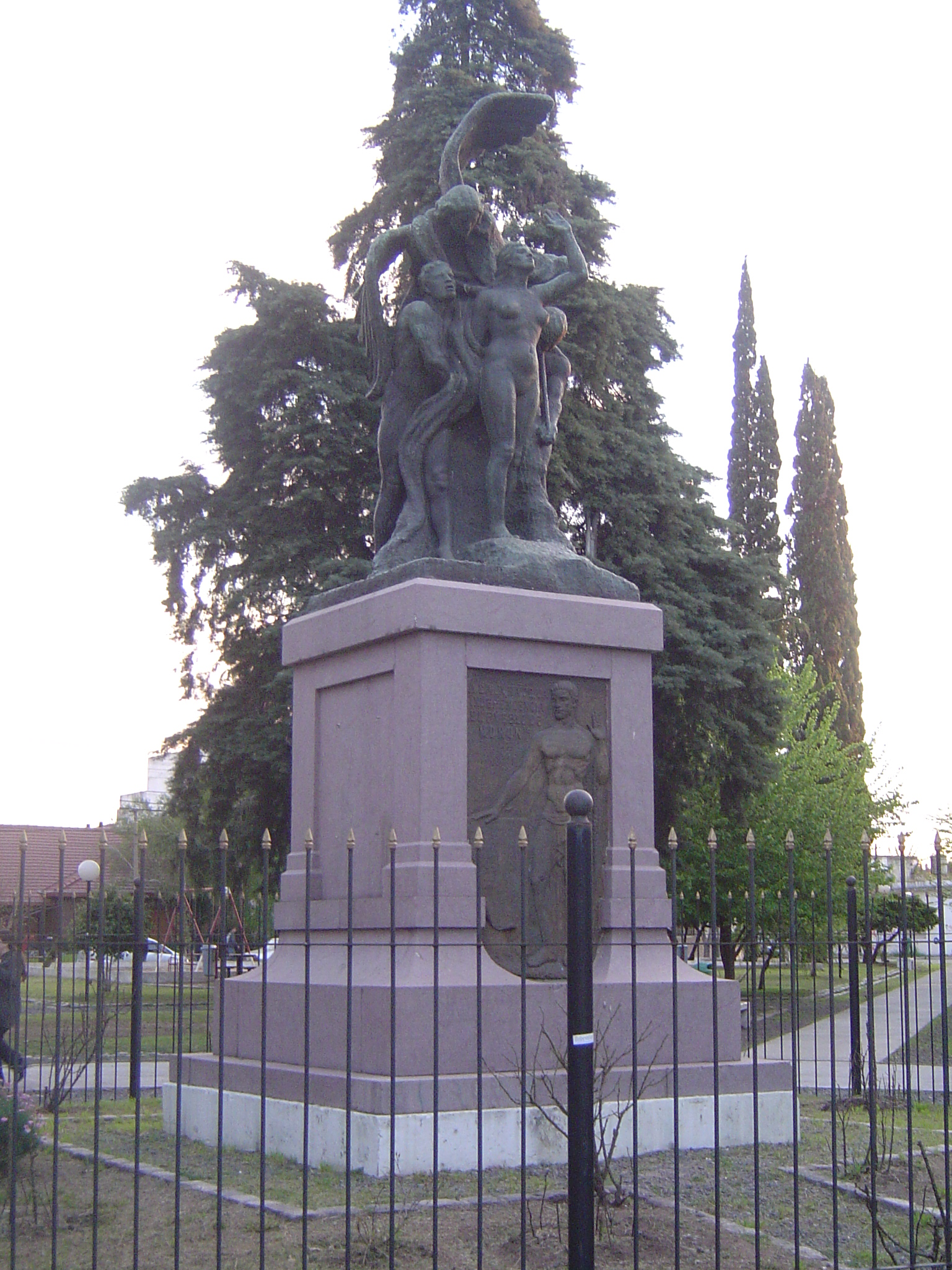
Esta estatua estuvo en la plaza de Morón hasta 1950, cuando fue trasladada a la plaza Alsina de Villa Sarmiento.

La plaza del Libertador General San Martín se encuentra en el área céntrica de la ciudad de Morón, provincia de Buenos Aires, Argentina. En sus alrededores se encuentran la municipalidad y la Catedral de Morón.

## Historia
El surgimiento del pequeño caserío, enclavado en tierras rurales, que da origen a la ciudad de Morón, obedece a la decisión del terrateniente del lugar, que juzga oportuno allá por el año 1767, vender unas pocas hectáreas alrededor de la capilla, más precisamente del espacio aledaño a ésta. Dicho sitio, hoy nuestra plaza, era utilizado tanto para celebrar misa al aire libre, como para servir de punto de encuentro y de abastecimiento de viajeros que se trasladaban desde Buenos Aires hacia el norte. De manera que Salazar, tal es nombre del dueño de las tierras de Morón en ese entonces, formaliza con aquella decisión, el carácter fundacional del espacio público original, dotándolo de su soporte urbano: la villa. Este pequeño conglomerado va a mantener este carácter hasta la segunda mitad del siglo XIX
Por aquella época se produce un cambio significativo en el urbanismo europeo. Entre 1853 y 1870 el Barón Haussmann realiza en la ciudad de París reformas urbanísticas de gran escala, consistentes en el trazado de bulevares que unían los principales puntos de la ciudad y dotando así, a esta nueva París, de perspectivas urbanas de gran calidad paisajística. Este fabuloso plan de Haussmann va incidir en el urbanismo de otras muchas ciudades, tanto europeas, como latinoamericanas.
La nueva visión del espacio público como vertebrador de la ciudad, sumada al creciente interés que despiertan corrientes como el higienismo, y una tecnología que facilita la realización y el mantenimiento de grandes superficies públicas, hacen que la planificación y el diseño de este patrimonio de todos, se transforme en un tema prioritario en la agenda de diferentes gobiernos. 
Buenos Aires, que por aquella época recibía una fuerte influencia de la cultura francesa, se hace eco de estas tendencias, produciendo transformaciones sin precedentes, tales como la apertura de la Avenida de Mayo y sus diagonales durante la intendencia de Torcuato de Alvear
En Morón como reflejo de lo sucedido en las grandes urbes también se realizan operaciones sobre el espacio público. Son acciones tendientes a formalizar la transformación de lo que era un pequeño poblado, en una pujante ciudad. Se trata del momento de urbanización de la villa fundacional.
En 1859 llega el ferrocarril, la estación se construye en tierras cedidas por Augusto La Roche, importante industrial y dueño de una fracción de aquel territorio que en el siglo anterior fuera propiedad de Salazar. Inmediatamente (año 1860) encomienda a Mariano Billingurh el primer loteo formal de las tierras que unen la estación con el incipiente núcleo urbano.
Simultáneamente en el año 1859, las autoridades del municipio le encomiendan al ingeniero Pedro Benoit el ordenamiento urbano de la villa: la rectificación de las calles, la determinación de los anchos de la calzada y las veredas, y la expropiación de las tierras que pudieran producir algún conflicto en el desarrollo de las actividades del incipiente pueblo.
Una década después se termina la construcción de la primera casa municipal, obra que se realiza con un préstamo otorgado por el mismo La Roche.
En el año 1874 la pequeña capilla, construida probablemente con los recursos mínimos indispensables para cobijarse y protegerse de las inclemencias del tiempo durante el oficio religioso, es remplazada por una iglesia que incorpora conceptos arquitectónicos propios de las corrientes europeas de la época. 
Con estos dos edificios públicos y las casas de los vecinos más representativos de Morón, que por supuesto eligen para residir el lugar más jerarquizado del poblado, quedan definidos los límites de esta plaza. 
En agosto de 2022, por decreto 504/22 del Poder Ejecutivo Nacional, y luego de ser evaluado por la Comisión Nacional de Monumentos, de Lugares y de Bienes Históricos, el proyecto presentado por el historiador Antonio Cappellano,  se determinó que la plaza fuera declarada Lugar Histórico Nacional. En el proyecto se adjuntaron datos y documentaciones exclusivas, cedidas por diferentes personalidades entrevistadas por Cappellano. Entre ellas: Martín Marinucci,  Manuel A. Fresco (hijo), Pablo E. Tozzi,  Alejandro Bustillo (hijo), Mary Terragni Caro, José Bielicki, Guillermo Baraglia, Raúl Rodriguez, Miguel Valsuani, Leonardo Rodriguez, Amelia Brisky de Moran, etc.. Del mismo modo y mediante este proyecto de Cappellano, el Palacio Municipal de Morón fue declarado Monumento Histórico Nacional

## La plaza institucional
El predio había surgido de una organización espontánea, no cumplía con los preceptos del nuevo urbanismo ni con las ideas de “orden y progreso” de sus vecinos. De manera que ya por la década de 1880 se decide jerarquizar ese espacio, para otorgarle carácter de plaza institucional encargando su diseño. La planta se ordena según el modelo europeo mediante una composición geométrica de diagonales y perpendiculares definiendo ejes principales y secundarios que determinan, en su cruce, el sitio de más jerarquía. Ya no pueden los vecinos caminar desordenadamente por cualquier lado, sino que la nueva plaza les ofrece senderos especialmente definidos para hacerlo, con bancos para el descanso y la contemplación de la vegetación, prolijamente destacada y protegida en los canteros.
Esta nueva preocupación por incorporar el paisaje al espacio público es el resultado, por un lado, del interés que despierta la utilización de este recurso desde principios de siglo en el embellecimiento y jerarquización de ciudades tanto de Francia como de Inglaterra (nuestros modelos culturales) y fundamentalmente, de las prédicas de los movimientos higienistas que destacan la necesidad de sanear las ciudades incorporando la vegetación entre muchos otros requisitos.
De esta manera, las autoridades de Morón, entendieron en su momento, que las epidemias del cólera en 1868 y de la fiebre amarilla en 1871, se podían combatir con higiene y con el aporte del aire puro proporcionado por los árboles. Con estas premisas, se dio forma a la plaza. La higiene estaba garantizada tanto por la reja que controlaba el acceso de los animales y de las “personas indeseables”, como por los pisos de baldosas que permitían caminar por lugares limpios y la pureza del aire quedaba asegurada por la vegetación que aportaba el proyecto paisajístico.
El sitio más jerarquizado de la plaza era sin duda el punto donde confluían todos los ejes. Este sitio o “nodo” lo ocupó en principio el kiosco, una glorieta elevada para la instalación de la banda de música. Sin duda la actividad desarrollada por los músicos poseía, en aquella época, una jerarquía merecedora de un lugar tan jerarquizado. Estos nodos fueron posteriormente ocupados por los monumentos, elementos con mayor carga simbólica.
El fin del siglo XIX y durante casi todo el siglo XX fue un periodo en el que proliferaron los homenajes, la colocación de monumentos y placas recordatorias, los desfiles y las ceremonias La plaza, además de seguir cumpliendo con su rol histórico de lugar del encuentro cotidiano, se transformó en escenario especialmente diseñado para tales eventos.
A fines de la década del 30 se terminó de conformar el límite de la plaza con la construcción de la nueva sede de gobierno: el Palacio Municipal, el mismo que se mantiene sin cambios significativos hasta hoy. Este edificio y los objetos simbólicos que se van sucediendo, terminan de definir el carácter institucional de este espacio. Y podríamos decir con certeza que esta plaza fundacional, con una historia cargada de protagonismo es aún hoy, en un momento histórico donde se cuestiona todo el aparato ceremonial y de representación, el lugar público valga la paradoja, representativo de la ciudad de Morón.

## La plaza hoy
En los últimos años el crecimiento demográfico, los cambios en las costumbres y las transformaciones económicas y técnicas, han introducido modificaciones en las diferentes categorías del espacio público. 
Esta plaza no es ajena a esta circunstancia, por esa razón, hoy conviven en ella, un diseño formal del mediados del siglo XIX con la feria artesanal, la calesita, los juegos para chicos, los vendedores ambulantes, los mimos, los músicos, junto a nuevos bustos, placas recordatorias y demás signos de homenajes recientes. Todo en la misma superficie por la que se paseaba el señor La Roche junto a unos pocos personajes más, en la época en que apenas conformábamos una villa.
Debido a negligencias operativas acaecidas en el 2006, la plaza central de Morón perdió a su símbolo más entranable; el "Ombú" de Morón. Ejemplar con más de cuatrocientos anos de antigüedad y una copa con una circunferencia de 50 metros. Tampoco está el viejo y legendario pino de Navidad, en la esquina de las calles Buen Viaje y San Martín, que ha sido talado de cuajo. Desde hace muchísimas décadas ese pino brilló con sus luces y, debajo de él, anualmente se celebraba el pesebre vivo. 
En 1966 y con acto solemne donde concurieron también los alumnos de las escuelas de Morón, fue plantado un retono de pino perteneciente al Convento de San Lorenzo. Ese retoño fue cercado y allí había una placa de bronce explicativa y conmemorativa. Luego de las reformas efectuadas en la plaza central de Morón, también desaparecieron tanto el cerco protector como la placa identificativa.
- Datos: Q6080430